# Eunidia alboterminatoides
Eunidia alboterminatoides är en skalbaggsart som beskrevs av Stefan von Breuning 1977. Eunidia alboterminatoides ingår i släktet Eunidia och familjen långhorningar. Inga underarter finns listade i Catalogue of Life.